# Connarus erianthus
Connarus erianthus är en tvåhjärtbladig växtart som beskrevs av George Bentham och John Gilbert Baker. Connarus erianthus ingår i släktet Connarus och familjen Connaraceae.

## Underarter
Arten delas in i följande underarter:
- C. e. pedicellatus
- C. e. stipitatus